# 第78屆英國電影學院獎
第78屆英國電影學院獎（The 78th British Academy Film Awards）是英國電影和電視藝術學院以茲獎勵2024年電影的獎項，並由EE電信冠名贊助。第一輪投票自2024年12月6日截至30日止，第二輪投票自2025年1月3日截至10日止，並於1月15日由米婭·麥肯納-布魯斯、福田知盛共同在英國影藝學院的官方YouTube頻道上公佈入圍名單。2月16日於南岸中心皇家節日音樂廳舉行頒獎典禮，並由大衛·田納特主持。
本屆新增最佳兒童與家庭電影獎。爱德华·贝尔格執導的懸疑驚悚片《教宗選戰》以12項提名領跑，賈克·歐迪亞執導的西語音樂驚悚片《璀璨女人夢》以11項提名居次，布拉迪·科貝特執導的美國史詩片《粗獷派建築師》則以9項提名位居第三。最終《粗野派》和《教宗選戰》分別以4項大獎成為本屆大贏家。

## 獲獎暨提名名單

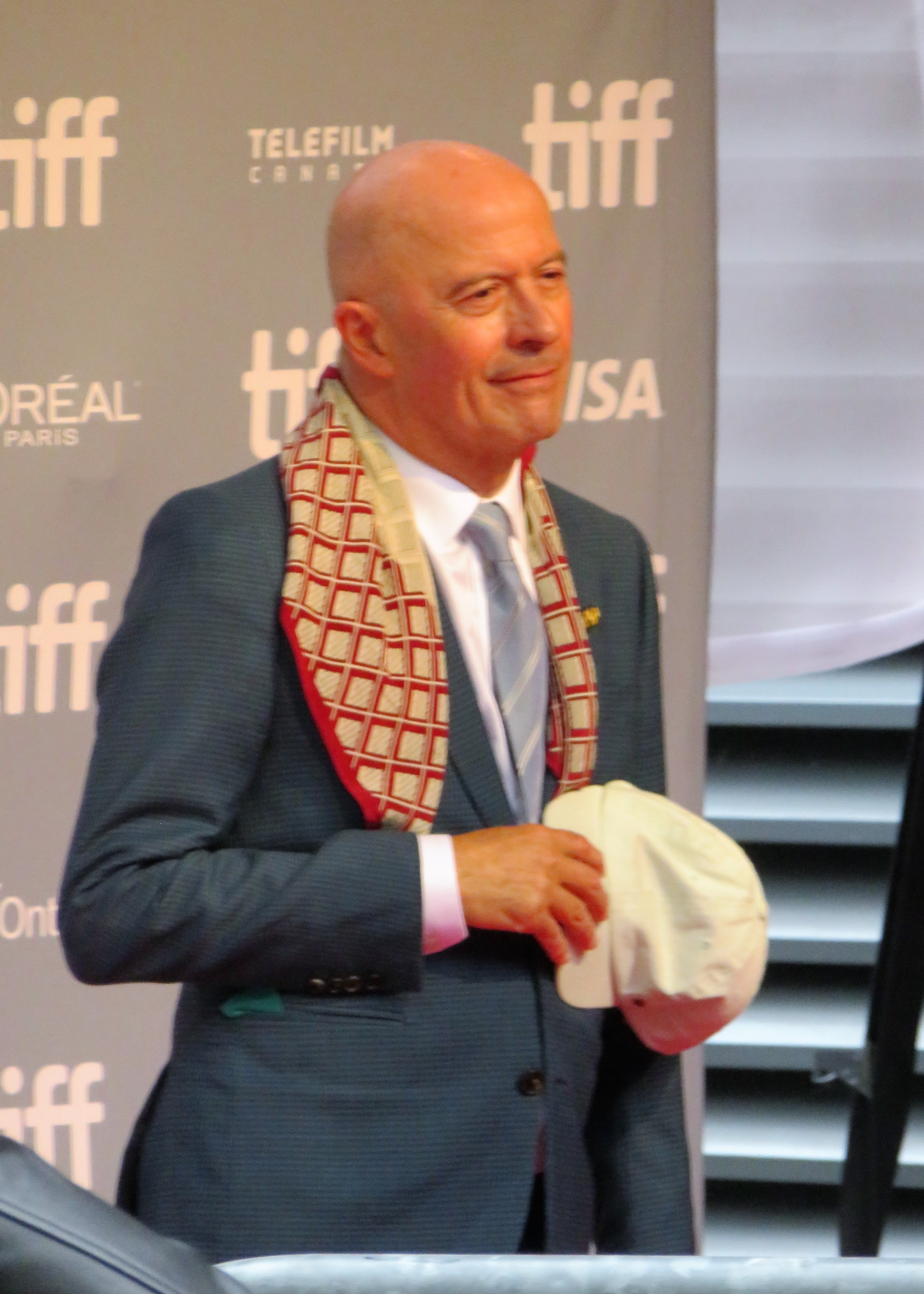
最佳非英語電影：賈克·歐迪亞

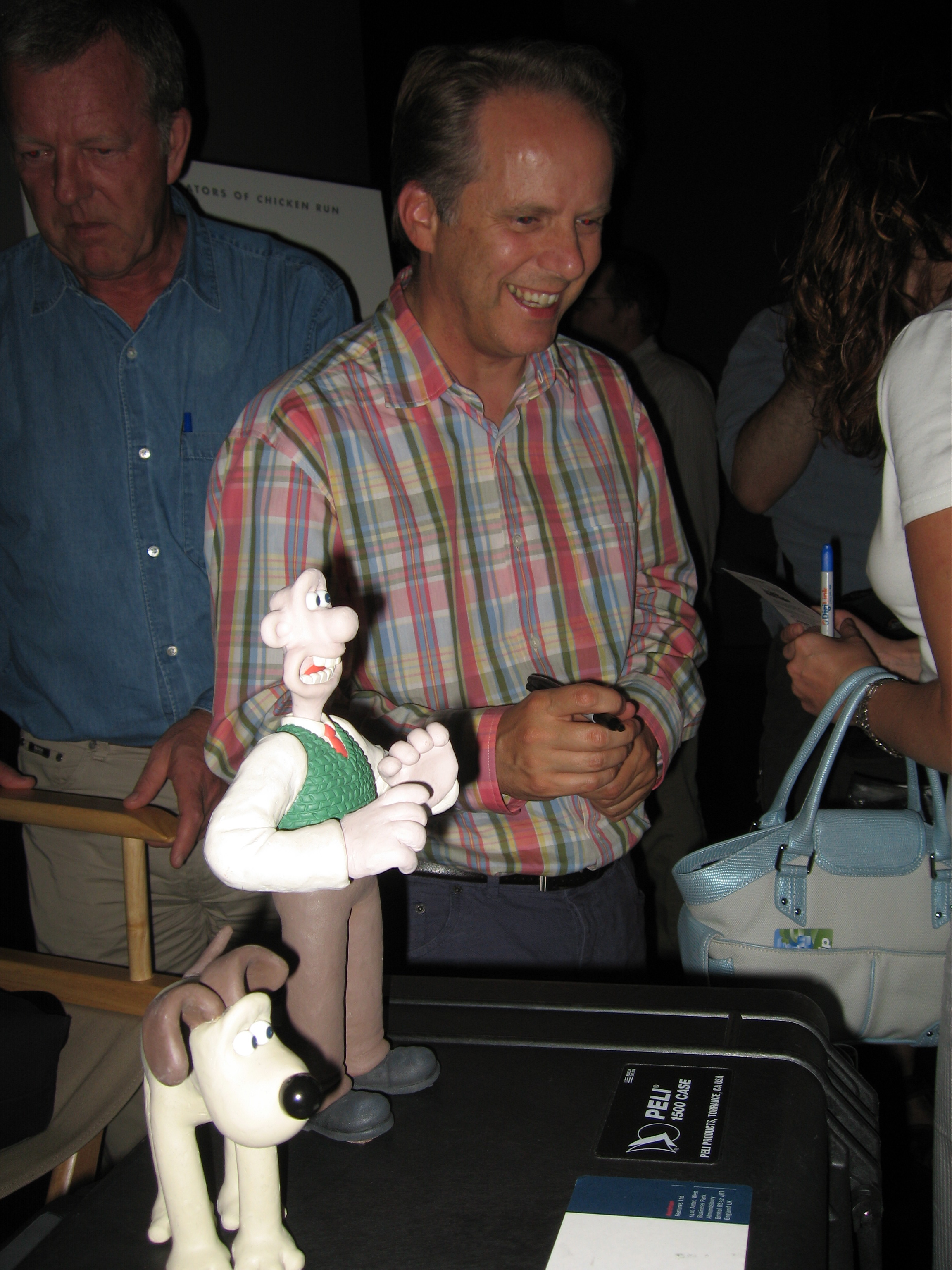
最佳動畫片、最佳兒童與家庭電影：尼克·帕克

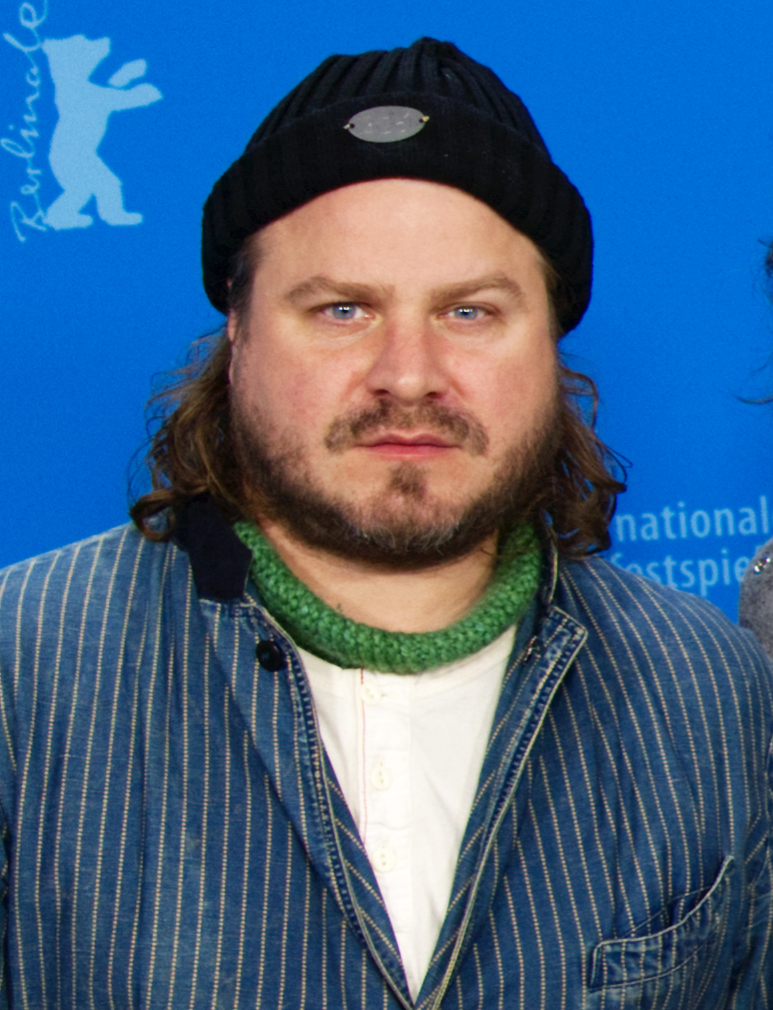
最佳導演：布拉迪·科貝特

傑出英國編劇、導演、製作人處女作：里奇·沛皮耶特

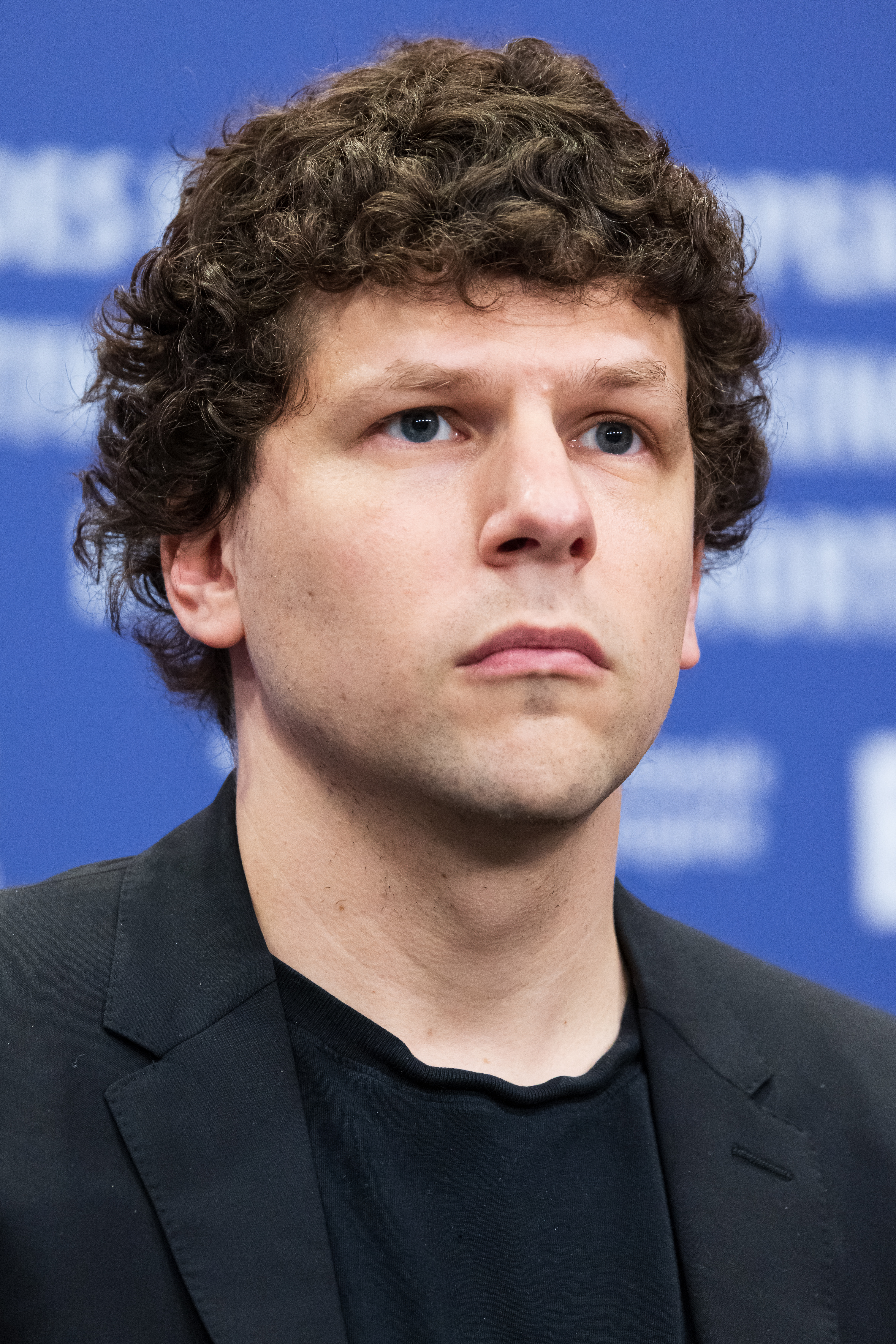
最佳原創劇本：傑西·艾森柏格

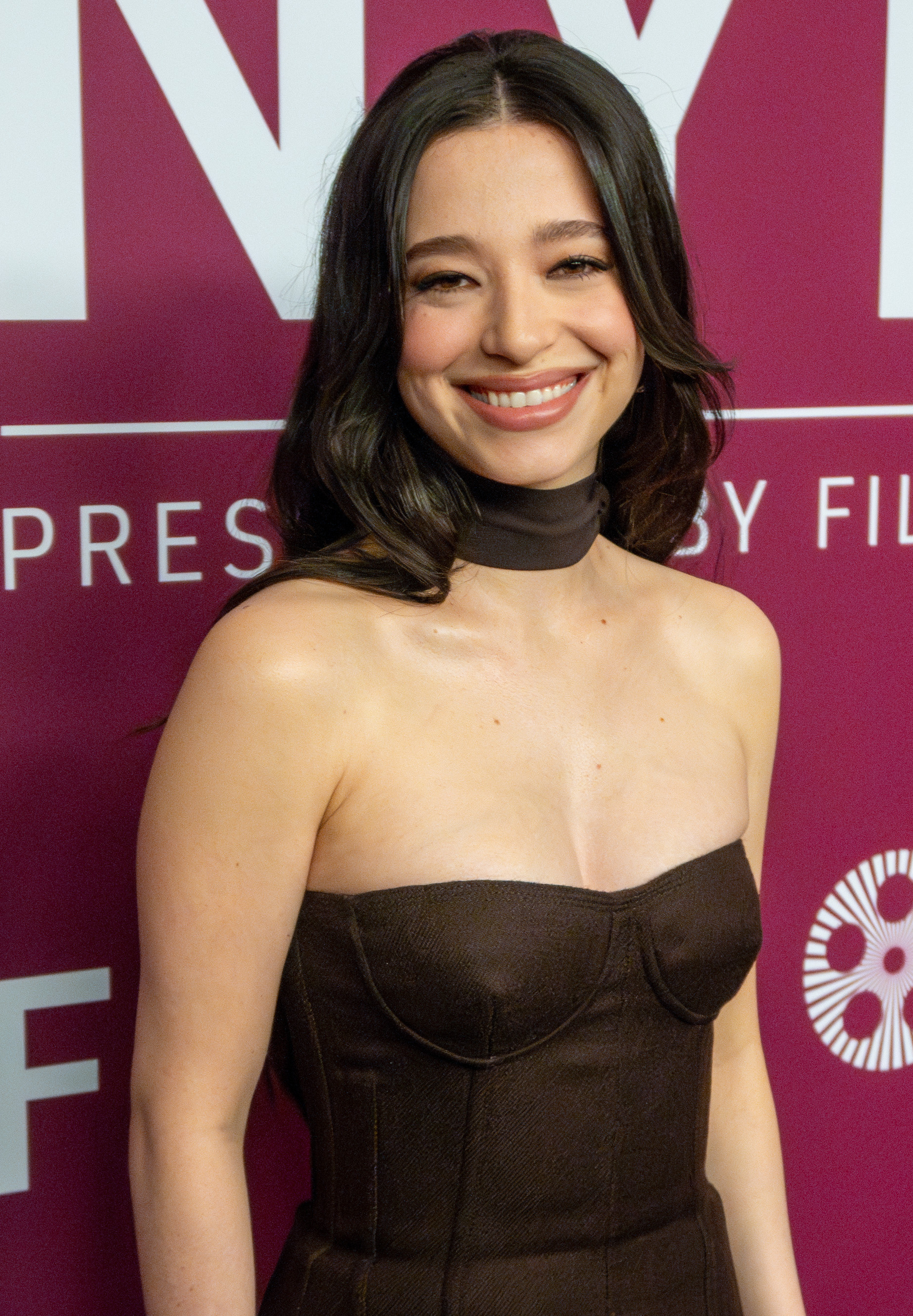
最佳女主角：麥琪·麥迪遜

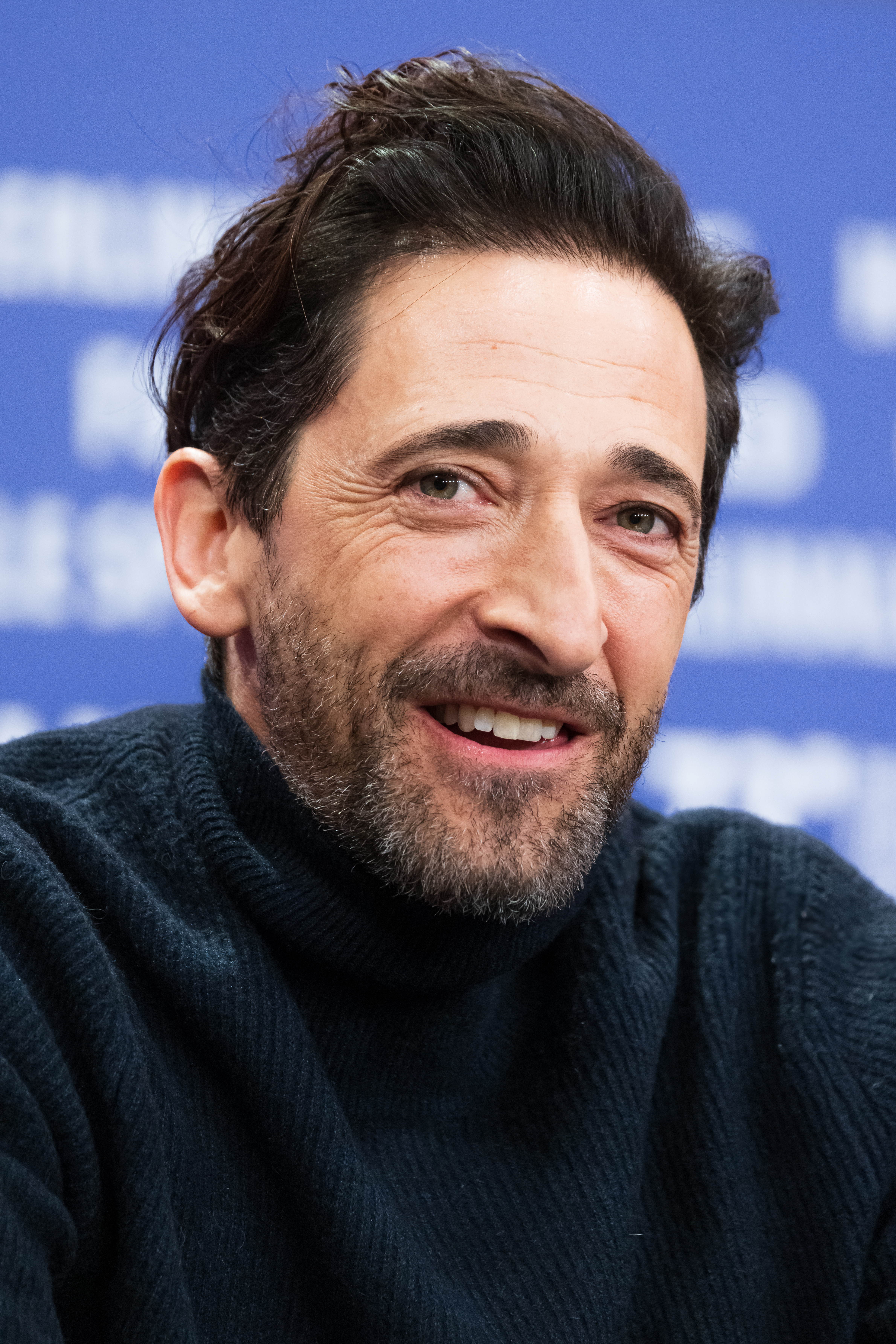
最佳男主角：阿德里安·布罗迪

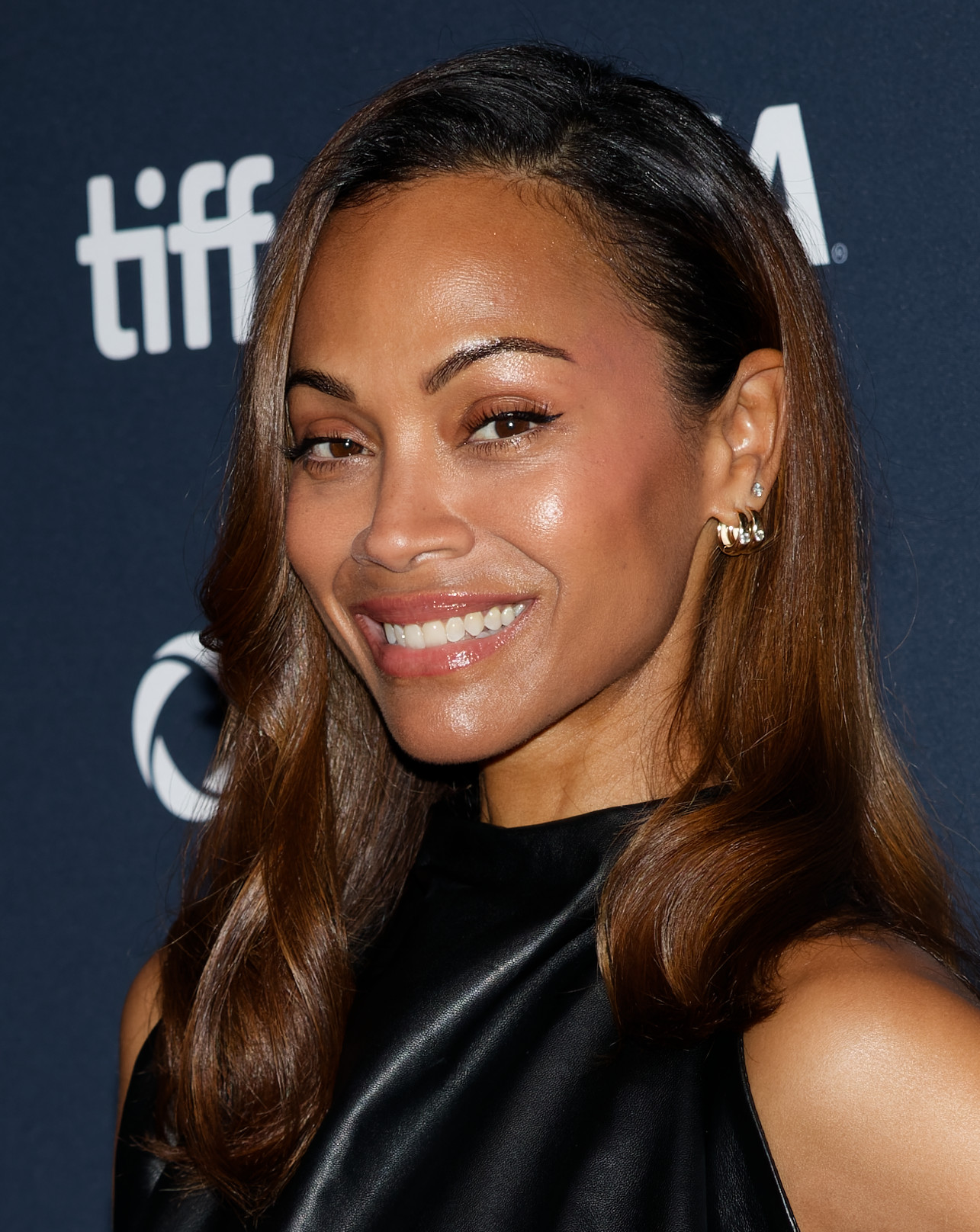
最佳女配角：佐伊·索尔达娜

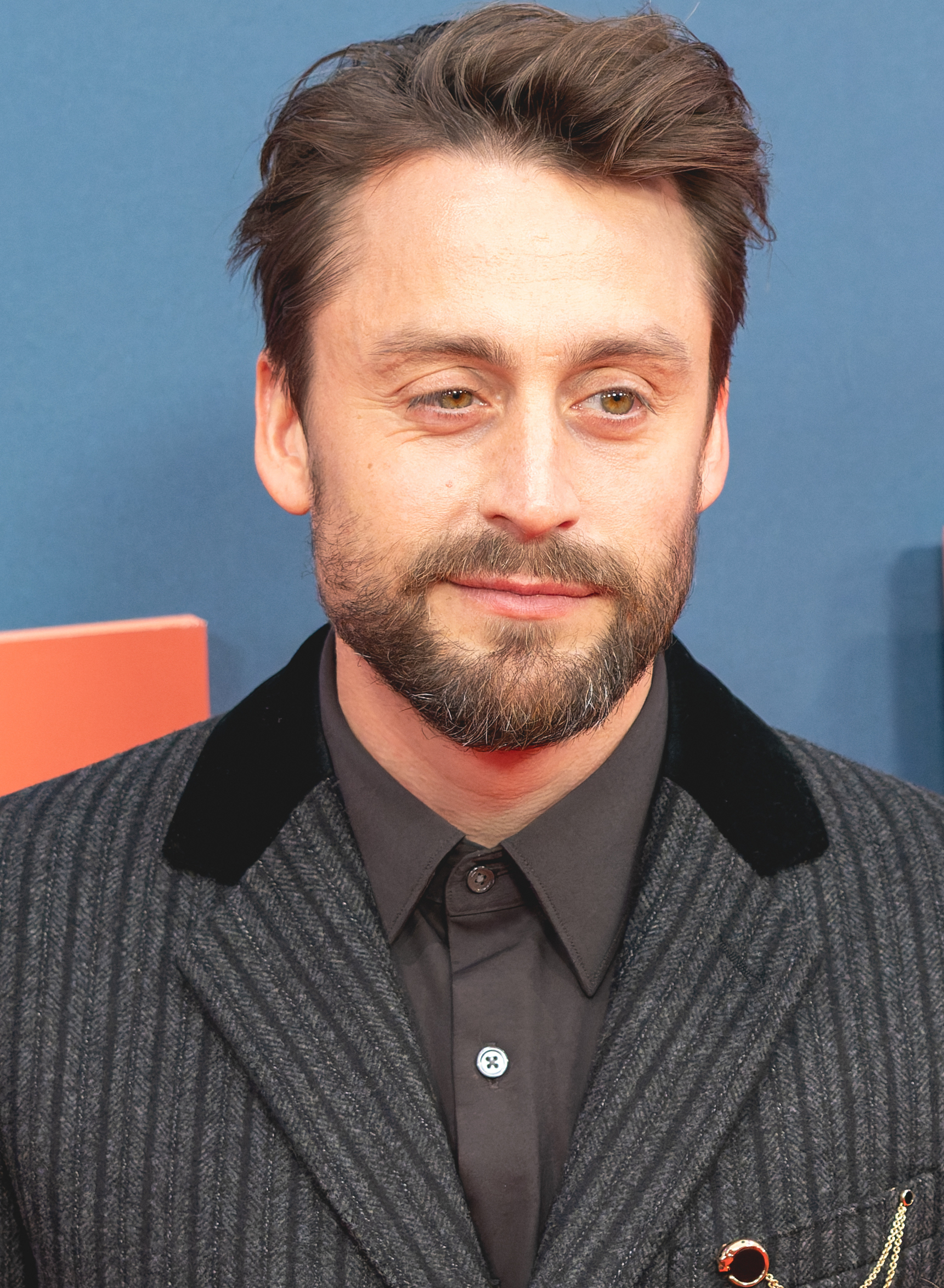
最佳男配角：基倫·克金

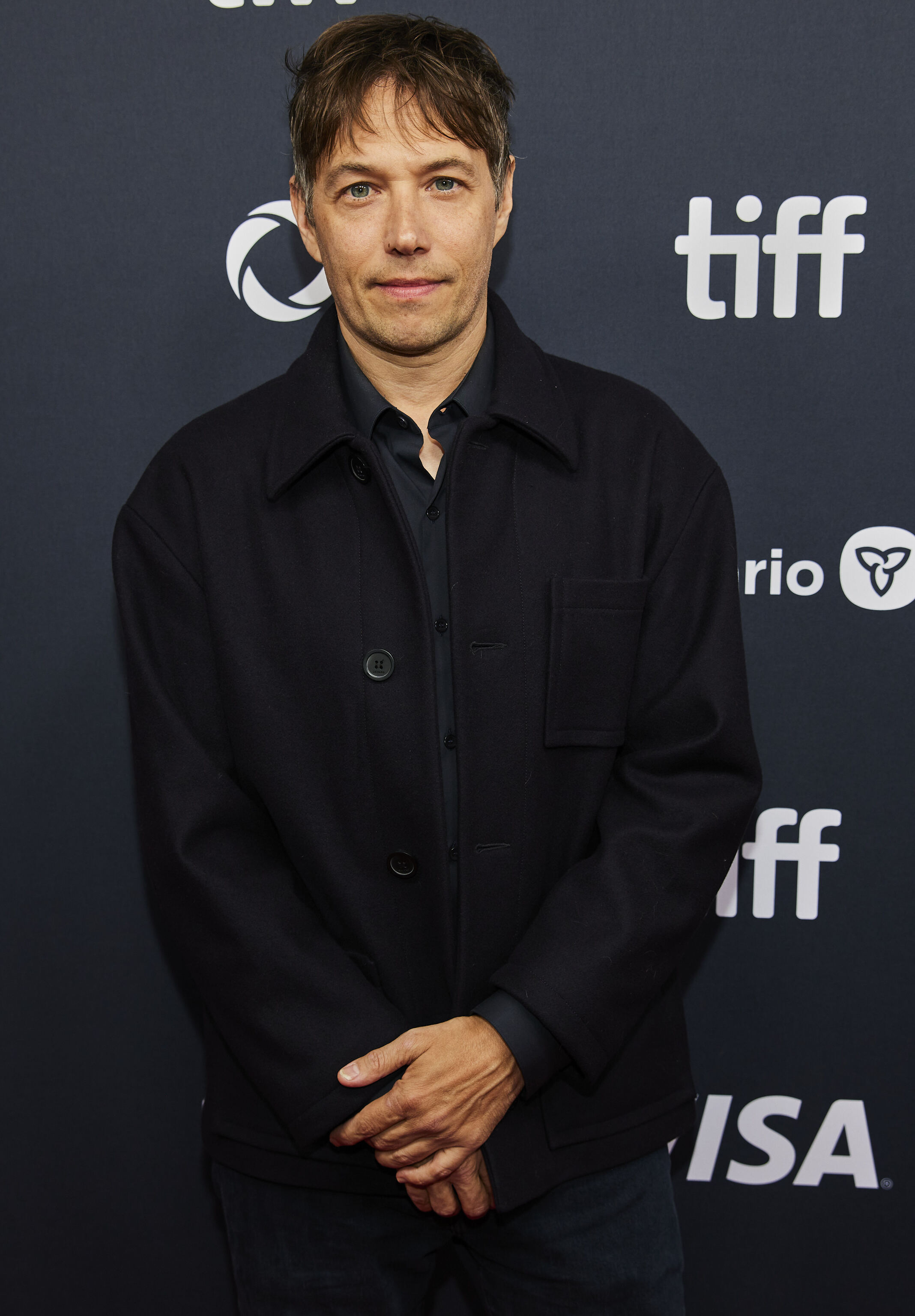
最佳選角：西恩·貝克

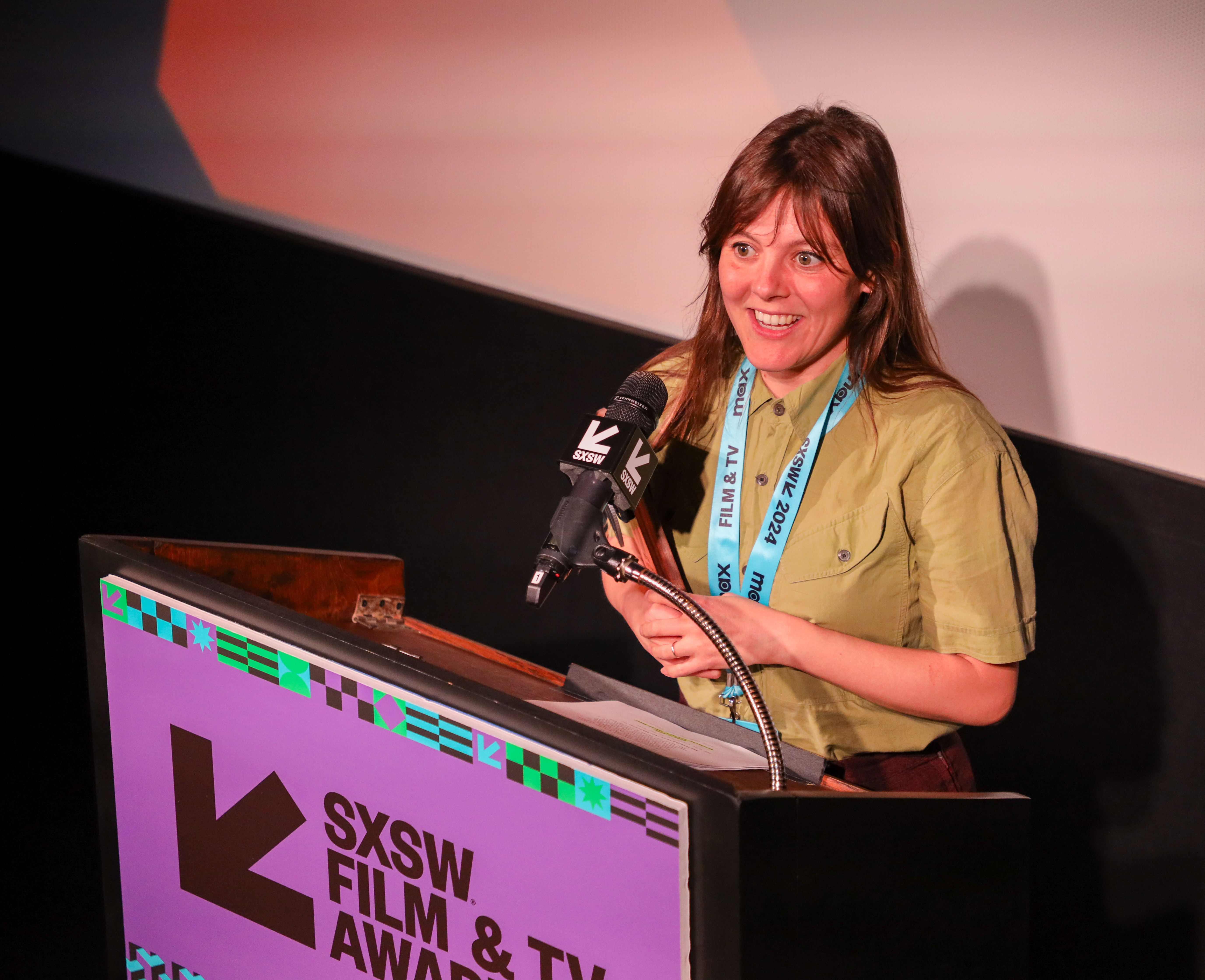
最佳英國動畫短片：妮娜·甘茲

| 最佳影片 - 《教宗選戰》—泰莎·羅斯、茱麗葉·豪威爾（Juliette Howell）、邁克爾·A·傑克曼（Michael A. Jackman） - 《巴布狄倫：搖滾詩人》—艾力克斯·海涅曼（Alex Heineman）、佛瑞德·伯格、詹姆斯·曼高德 - 《阿诺拉》—艾力克斯·可可（Alex Coco）、珊曼莎·關（Samantha Quan）、西恩·貝克 - 《璀璨女人夢》— 帕斯卡·考什托（Pascal Caucheteux）、賈克·歐迪亞 - 《粗獷派建築師》— 尼克·戈登（Nick Gordon）、布莱恩·扬（Brian Young）、安德鲁·莫里斯（Andrew Morrison）、D·J·古根海姆（D.J. Gugenheim）、布拉迪·科貝特 | 最佳英國電影 - 《教宗選戰》—泰莎·羅斯、茱麗葉·豪威爾（Juliette Howell）、邁克爾·A·傑克曼（Michael A. Jackman） - 《女孩與鳥》— 安德莉亞·阿諾德、泰莎·羅斯、朱丽叶·豪威尔（Juliette Howell）、李·格鲁姆布里奇（Lee Groombridge） - 《戰火尋親路》— 史蒂夫·麦奎因、蒂姆·貝文、艾瑞克·費納、安妮塔·奥弗兰（Anita Overland） - 《神鬼戰士II》— 雷利·史考特、道格拉斯·威克、露西·费舍尔、迈克尔·普鲁斯、大卫·斯卡帕、彼得·克雷格 - 《残酷真相》— 麥克·李、乔治娜·洛 - 《嘻蓋骨男孩》— 里奇·佩皮亚特、特雷弗·伯尼（Trevor Birney）、杰克·塔林（Jack Tarling）、纳奥伊斯·奥卡罗尔（Naoise Ó Cairealláin）、利亚姆·奥格·奥汉奈德（Liam Óg Ó Hannaidh）、JJ·奥多尔蒂（JJ Ó Dochartaigh） - 《李》— 艾伦·库拉斯、凯特·索罗门（Kate Solomon）、凱特·溫絲蕾、丽兹·汉娜、 玛丽昂·休姆、约翰·科利、莱姆·多布斯 - 《血爱成河》— 萝丝·格拉斯、安德丽娅·康威尔（Andrea Cornwell）、奥利弗·卡斯曼（Oliver Kassman）、维罗妮卡·托菲尔斯卡 - 《逃離之地》— 诺拉·芬沙伊特、莎拉·布罗克赫斯特（Sarah Brocklehurst）、多米尼克·诺里斯（Dominic Norris）、傑克·洛登、瑟夏·羅南、艾米·利普特罗特（Amy Liptrot） - 《酷狗寶貝之復仇企鵝》—尼克·帕克、馬林·克羅辛漢（Merlin Crossingham）、理查·畢克（Richard Beek） |
| 最佳非英語電影 - 《璀璨女人夢》—賈克·歐迪亞 - 《你是我眼中的那道光》—帕亞爾·卡帕迪亞、湯瑪斯·哈金（Thomas Hakim） - 《我仍在此》—華特·薩勒斯 - 《嘻蓋骨男孩》—里奇·沛皮耶特、崔佛·伯尼（Trevor Birney） - 《神圣无花果之种》—穆罕默德·拉素羅夫、阿姆林·薩德雷（Amin Sadraei） | 最佳紀錄片 - 《超／人: 克里斯多夫·李維傳奇故事》—伊恩·博霍特（Ian Bonhôte）、彼得·埃特吉（Peter Ettedgui）、莉姿·吉列特（Lizzie Gillett）、羅伯特·福特（Robert Ford） - 《黑箱日記》—伊藤詩織、艾瑞克·尼亞里（Eric Nyari）、漢娜·阿奎林（Hanna Aqvilin） - 《在鐵窗後起舞：跨越刑獄親情紀實》—娜塔莉·雷伊（Natalie Rae）、安琪拉·帕頓（Angela Patton） - 《你的國，我的家》—尤法·亞伯拉罕、巴索·艾德拉、哈姆丹·巴拉爾（Hamdan Ballal）、瑞秋·索（Rachel Szor） - 《威爾與哈珀：老友公路遊》—喬許·格林鮑姆、拉斐爾·馬爾莫（Rafael Marmor）、克里斯多夫·萊傑特、威爾·法洛、潔西卡·艾爾鮑姆 |
| 最佳動畫片 - 《酷狗寶貝之復仇企鵝》—尼克·帕克、馬林·克羅辛漢（Merlin Crossingham）、理查·畢克（Richard Beek） - 《貓貓的奇幻漂流》—金茲·斯巴洛迪斯、馬蒂斯·卡扎（Matīss Kaža） - 《腦筋急轉彎2》—凱爾西·曼恩、馬克·尼爾森（Mark Nielsen） - 《荒野機器人》—克里斯·桑德斯、傑夫·赫爾曼（Jeff Herman） | 最佳兒童與家庭電影 - 《酷狗寶貝之復仇企鵝》—尼克·帕克、馬林·克羅辛漢（Merlin Crossingham）、理查·畢克（Richard Beek） - 《貓貓的奇幻漂流》—金茲·斯巴洛迪斯、馬蒂斯·卡扎（Matīss Kaža） - 《島王》—柯克·亨德利（Kirk Hendry）、尼爾·博伊爾（Neil Boyle）、卡蜜拉·迪肯（Camilla Deakin） - 《荒野機器人》—克里斯·桑德斯、傑夫·赫爾曼（Jeff Herman） |
| 最佳導演 - 《粗獷派建築師》布拉迪·科貝特 - 《阿诺拉》西恩·貝克 - 《教宗選戰》爱德华·贝尔格 - 《沙丘：第二部》丹尼斯·维勒弗 - 《璀璨女人夢》賈克·歐迪亞 - 《懼裂》柯洛里·法吉特 | 傑出英國編劇、導演、製作人處女作 - 《嘻蓋骨男孩》里奇·沛皮耶特（导演、编剧） - 《宝库》露娜·卡穆恩（导演、编剧） - 《怒火狂猴》戴夫·帕特尔 （导演） - 《警上添花》桑德亚·萨里（导演）、詹姆斯·鲍舍尔（James Bowsher，制片）、巴尔萨扎·德加奈（Balthazar de Ganay，制片） - 《午夜姐妹》卡兰·坎达里（导演、编剧） |
| 最佳原創劇本 - 《跳痛之旅》傑西·艾森柏格 - 《阿诺拉》西恩·貝克 - 《嘻蓋骨男孩》里奇·沛皮耶特、連恩·奧格·奧漢奈德、尼歐伊斯·奧瑞爾阿林、JJ·奧多查泰 - 《粗獷派建築師》布拉迪·科貝特、莫娜·費斯沃德 - 《懼裂》柯洛里·法吉特 | 最佳改編劇本 - 《教宗選戰》彼德·史莊 - 《巴布狄倫：搖滾詩人》詹姆斯·曼高德、傑·考克斯 - 《璀璨女人夢》賈克·歐迪亞 - 《五分钱男孩》拉梅爾·羅斯、喬絲琳·巴恩斯 - 《辛辛監獄劇團》克林特·班特利（Clint Bentley）、格雷格·奎德（Greg Kwedar）、克拉倫斯·麥克林、約翰·「神聖G」·惠菲爾（John "Divine G" Whitfield） |
| 最佳女主角 - 《阿诺拉》麥琪·麥迪遜 - 《璀璨女人夢》卡拉·索菲亞·賈斯康 - 《残酷真相》瑪麗安·吉恩-巴普迪斯特 - 《逃離之地》瑟夏·羅南 - 《懼裂》黛米·摩尔 - 《魔法壞女巫》辛西婭·艾利沃 | 最佳男主角 - 《粗獷派建築師》阿德里安·布罗迪 - 《巴布狄倫：搖滾詩人》提摩西·夏勒梅 - 《教宗選戰》雷夫·范恩斯 - 《異教詭屋》休·葛蘭 - 《辛辛監獄劇團》柯爾曼·多明戈 - 《狂人法則》賽巴斯汀·斯坦 |
| 最佳女配角 - 《璀璨女人夢》佐伊·索尔达娜 - 《教宗選戰》伊莎貝拉·羅塞里尼 - 《璀璨女人夢》赛琳娜·戈麦斯 - 《粗獷派建築師》菲丽希缇·琼斯 - 《最后的舞女》潔美·李·寇蒂斯 - 《魔法壞女巫》爱莉安娜·格兰德 | 最佳男配角 - 《跳痛之旅》基倫·克金 - 《巴布狄倫：搖滾詩人》爱德华·诺顿 - 《阿诺拉》尤里·鮑里索夫 - 《辛辛監獄劇團》克拉倫斯·麥克林 - 《狂人法則》傑瑞米·史壯 - 《粗獷派建築師》蓋·皮爾斯 |
| 最佳原創配樂 - 《粗獷派建築師》丹尼爾·布朗堡 - 《教宗選戰》沃克·柏托曼 - 《璀璨女人夢》克萊蒙·杜柯、卡蜜兒 - 《吸血鬼：諾斯費拉圖》羅賓·卡羅蘭（Robin Carolan） - 《荒野機器人》克里斯·鮑爾斯 | 最佳選角 - 《阿诺拉》西恩·貝克、珊曼莎·關（Samantha Quan） - 《巴布狄倫：搖滾詩人》葉希·拉米雷茲（Yesi Ramirez） - 《教宗選戰》妮娜·戈德、馬丁·韋爾（Martin Ware） - 《嘻蓋骨男孩》卡拉·史壯（Carla Stronge） - 《狂人法則》史蒂芬妮·高蘭（Stephanie Gorin）、卡門·古巴（Carmen Cuba） |
| 最佳攝影 - 《粗獷派建築師》洛爾·克勞利 - 《教宗選戰》史帝凡·方亭 - 《沙丘：第二部》格雷格·弗萊瑟 - 《璀璨女人夢》保羅·紀堯米（Paul Guilhaume） - 《吸血鬼：諾斯費拉圖》賈林·布拉施克 | 最佳剪輯 - 《教宗選戰》尼克·愛默生（Nick Emerson） - 《阿诺拉》西恩·貝克 - 《沙丘：第二部》喬·沃克 - 《璀璨女人夢》茱麗葉·威夫靈（Juliette Welfling） - 《嘻蓋骨男孩》朱利安·烏瑞克斯（Julian Ulrichs）、克里斯·吉爾（Chris Gill） |
| 最佳美術設計 - 《魔法壞女巫》納森·克羅利、李·桑戴斯 - 《教宗選戰》蘇琪·戴維斯（Suzie Davies）、辛西亞·史萊特（Cynthia Sleiter） - 《沙丘：第二部》帕特里斯·弗米特、沙恩·維埃 - 《吸血鬼：諾斯費拉圖》克雷格·雷斯卓普（Craig Lathrop） - 《粗獷派建築師》茱蒂·貝克 | 最佳服裝設計 - 《魔法壞女巫》保羅·塔茲韋爾 - 《巴布狄倫：搖滾詩人》亞麗安·菲利普斯 - 《戰火尋親路》賈桂琳·杜倫 - 《教宗選戰》莉西·克里斯托 - 《吸血鬼：諾斯費拉圖》琳達·繆爾 |
| 最佳妝髮 - 《懼裂》皮耶爾-奧利維葉·珀森（Pierre-Olivier Persin）、史黛芬妮·吉永（Stéphanie Guillon）、芙蕾德莉可·阿奎洛（Frédérique Arguello）、梅洛琳·史考塞利（Marilyne Scarselli） - 《沙丘：第二部》羅夫·拉爾森、伊娃·馮·巴爾 - 《璀璨女人夢》茱莉亞·弗洛赫·卡博內爾（Julia Floch Carbonel）、艾曼紐爾·詹維爾（Emmanuel Janvier）、讓-克里斯多夫·斯巴達契尼（Jean-Christophe Spadaccini）、羅曼·馬里耶蒂（Romain Marietti） - 《吸血鬼：諾斯費拉圖》大衛·懷特、翠西·洛德、蘇珊·史托克斯-蒙頓（Suzanne Stokes-Munton） - 《魔法壞女巫》法蘭西絲·漢寧、蘿拉·布朗特（Laura Blount）、莎拉·努斯（Sarah Nuth）、喬漢娜·尼爾森（Johanna Nielsen） | 最佳音效 - 《沙丘：第二部》罗恩·巴特利特、道格·亨普希尔、加雷斯·约翰、理查德·金 - 《戰火尋親路》约翰·卡萨利、保罗·科特雷尔（Paul Cotterell）、詹姆斯·哈里森 - 《神鬼戰士II》斯特凡·布彻（Stéphane Bucher）、马修·科林奇（Matthew Collinge）、保罗·梅西、丹尼·希恩（Danny Sheehan） - 《懼裂》瓦莱丽·德鲁夫（Valérie Deloof）、维克多·弗洛兰（Victor Fleurant）、维克多·普拉德（Victor Praud）、斯特凡·蒂埃博（Stéphane Thiébaut）和埃曼纽尔·维拉德（）mmanuelle Villard） - 《魔法壞女巫》罗宾·贝恩顿（Robin Baynton）、西蒙·海耶斯、约翰·马奎斯（John Marquis）、安迪·尼尔森、南茜·纽根特·泰特尔 |
| 最佳特殊視覺效果 - 《沙丘：第二部》保罗·兰伯特、史蒂芬·詹姆斯、格尔德·内夫泽、里斯·萨尔科姆 - 《原始巨星》卢克·米勒、大卫·克莱顿、基思·赫夫特（Keith Herft）、彼得·斯塔布斯（Peter Stubbs） - 《神鬼戰士II》马克·巴考斯基（Mark Bakowski）、尼尔·科博尔德、妮基·佩妮（Nikki Penny）、彼得罗·蓬蒂（Pietro Ponti） - 《猩球崛起：王國誕生》埃里克·温奎斯特、罗德尼·伯克（Rodney Burke）、保罗·斯多利（Paul Story）、斯蒂芬·翁特弗朗茨（Stephen Unterfranz） - 《魔法壞女巫》巴勃罗·赫尔曼、保罗·科博尔德、乔纳斯·福克纳、安东尼·史密斯（Anthony Smith）                                                                                           | 新星獎 - 大衛·榮松 - 瑪莉莎·阿貝拉 - 賈雷爾·傑若米 - 麥琪·麥迪遜 - 納布罕·里茲萬 |
| 最佳英國動畫短片 - 《布公仔失樂園》（Wander to Wonder）—妮娜·甘茲、絲黛奈特·博斯克勞珀（Stienette Bosklopper）、賽門·卡萊特（Simon Cartwright）、馬騰·史華特（Maarten Swart） - 《Adiós》—尤瑟·普拉茲（José Prats）、娜塔莉亞·奇利亞科（Natalia Kyriacou）、博納多·安傑雷帝（Bernardo Angeletti） - 《Mog's Christmas》—羅賓·蕭（Robin Shaw）、喬安娜·哈里森（Joanna Harrison）、卡蜜拉·迪肯（Camilla Deakin）、露絲·菲爾丁（Ruth Fielding） | 最佳英國短片 - 《石头剪刀布》（Rock, Paper, Scissors）—弗朗茲·波姆（Franz Böhm）、艾文（Ivan）、海德·羅斯采爾·胡茲爾（Hayder Rothschild Hoozeer） - 《Marion》—喬·懷蘭（Joe Weiland）、芬恩·康斯坦汀（Finn Constantine）、瑪麗亞·傑奇克（Marija Djikic） - 《Milk》—米蘭達·史鄧（Miranda Stern）、艾希妍·歐基因（Ashionye Ogene） - 《Stomach Bug》—馬蒂·克勞馥（Matty Crawford）、卡莉瑪·山蒙特-卡奈洛普盧（Karima Sammout-Kanellopoulou） - 《The Flowers Stand Silently, Witnessing》—席歐·帕納加普洛斯（Theo Panagopoulos）、瑪麗莎·基廷（Marissa Keating） |
| 終身成就獎 - 沃里克·戴維斯 | |

### 長名單
最佳影片
共有115部電影參與角逐，並由學院裡的所有電影投票成員投票選出長名單（10部）、入圍名單與得獎者。
- 《阿诺拉》
- 《狂人法則》
- 《粗獷派建築師》
- 《巴布狄倫：搖滾詩人》
- 《教宗選戰》
- 《沙丘：第二部》
- 《璀璨女人夢》
- 《嘻蓋骨男孩（英语：Kneecap (film)）》
- 《懼裂》
- 《魔法壞女巫》

最佳英國電影
共有63部電影參與角逐。由全體電影投票成員投票選出長名單（15部），前5名將獲得提名，剩餘5部入圍名額則由評審團投票表決，最終輪再由全體電影投票成員投票選出得獎者。
- 《黑色會（英语：Back to Black (film)）》
- 《女孩與鳥（英语：Bird (2024 film)）》
- 《戰火尋親路（英语：Blitz (2024 film)）》
- 《帝國浩劫：美國內戰》
- 《教宗選戰》
- 《神鬼戰士II》
- 《残酷真相（英语：Hard Truths）》
- 《嘻蓋骨男孩（英语：Kneecap (film)）》
- 《李（英语：Lee (2023 film)）》
- 《血爱成河》
- 《逃離之地（英语：The Outrun (film)）》
- 《柏靈頓：熊熊去秘魯》
- 《酷狗寶貝之復仇企鵝》
- 《此刻的我們（英语：We Live in Time）》
- 《鬧劇謎案（英语：Wicked Little Letters）》

傑出英國編劇、導演、製作人處女作
共有42部電影參與角逐，由評審團投票選出長名單（10部）、入圍名單與得獎者。
- 《打倒他们（英语：Bring Them Down）》
- 《侠盗猎车哈姆雷特（英语：Grand Theft Hamlet）》
- 《宝库（英语：Hoard (film)）》
- 《嘻蓋骨男孩（英语：Kneecap (film)）》
- 《怒火狂猴》
- 《坠落（英语：On Falling）》
- 《警上添花（英语：Santosh (2024 film)）》
- 《午夜姐妹（英语：Sister Midnight）》
- 《芒果的味道》（The Taste of Mango）
- 《絕處反擊（英语：The Teacher (2023 film)）》

最佳兒童與家庭電影
共有19部電影參與角逐。由評審團投票選出長名單（8部）、入圍名單與得獎者。
- 《貓貓的奇幻漂流》
- 《島王》
- 《拼出未来（英语：Piece by Piece (2024 film)）》
- 《魔咒奇緣（英语：Spellbound (2024 film)）》
- 《那年聖誕不一樣（英语：That Christmas）》
- 《酷狗寶貝之復仇企鵝》
- 《荒野機器人》
- 《泳者之心》

最佳非英語電影
共有40部電影參與角逐。全體電影投票成員受邀加入選擇性組別，由該組別投票選出長名單（10部）、入圍名單（5部），最終輪再由全體電影投票成員投票選出得獎者。
- 《你是我眼中的那道光》
- 《狗陣》
- 《基度山恩仇記新傳（英语：The Count of Monte Cristo (2024 film)）》
- 《璀璨女人夢》
- 《貓貓的奇幻漂流》
- 《拿针的女孩》
- 《我仍在此》
- 《嘻蓋骨男孩（英语：Kneecap (film)）》
- 《盜墓奇美拉》
- 《神圣无花果之种》

最佳紀錄片
共有71部電影參與角逐。全體電影投票成員受邀加入選擇性組別，由該組別投票選出長名單（10部），前2名將獲得提名，剩餘3部入圍名額由評審團投票得出，最終輪再由全體電影投票成員投票選出得獎者。
- 《比比档案（英语：The Bibi Files）》
- 《黑箱日記（英语：Black Box Diaries）》
- 《在鐵窗後起舞：跨越刑獄親情紀實（英语：Daughters (2024 film)）》
- 《艾爾頓·強：Never Too Late（英语：Elton John: Never Too Late）》
- 《世紀天后：席琳·狄翁（英语：I Am: Celine Dion）》
- 《馬丁·史柯西斯：英倫電影課》（Made in England: The Films of Powell and Pressburger）
- 《你的國，我的家》
- 《伊貝林：在魔幻世界登入人生》
- 《超／人: 克里斯多夫·李維傳奇故事（英语：Super/Man: The Christopher Reeve Story）》
- 《威爾與哈珀：老友公路遊（英语：Will & Harper）》

最佳動畫片
共有16部電影參與角逐。全體電影投票成員受邀加入選擇性組別，由該組別投票選出長名單（8部）、入圍名單（4部），最終輪再由全體電影投票成員投票選出得獎者。
- 《神偷奶爸4》
- 《貓貓的奇幻漂流》
- 《腦筋急轉彎2》
- 《蝸牛少女回憶錄》
- 《海洋奇緣2》
- 《那年聖誕不一樣（英语：That Christmas）》
- 《酷狗寶貝之復仇企鵝》
- 《荒野機器人》

最佳導演
共有189部電影參與角逐。由導演組成員投票選出長名單（10名），並為維持性別平等，其中排名最高的女性、男性、非二元性別或性別混合的導演組將入選長名單，至多11名（投票結果在前10名女性／男性導演之內）。再由導演組成員投票選出入圍名單（6名），最終輪則由全體電影投票成員投票選出得獎者。
- 《你是我眼中的那道光》帕亞爾·卡帕迪亞
- 《阿诺拉》西恩·貝克
- 《粗獷派建築師》布拉迪·科貝特
- 《教宗選戰》爱德华·贝尔格
- 《沙丘：第二部》丹尼斯·维勒弗
- 《璀璨女人夢》賈克·歐迪亞
- 《盜墓奇美拉》阿莉切·罗尔瓦赫尔
- 《李（英语：Lee (2023 film)）》艾倫·庫拉斯（英语：Ellen Kuras）
- 《逃離之地（英语：The Outrun (film)）》諾拉·芬沙伊德（英语：Nora Fingscheidt）
- 《懼裂》柯洛里·法吉特

最佳原創劇本
共有74部電影參與角逐。由編劇組成員投票選出長名單（10部）與入圍名單，最終輪由全體電影投票成員投票選出得獎者。
- 《你是我眼中的那道光》帕亞爾·卡帕迪亞
- 《阿诺拉》西恩·貝克
- 《狂人法則》蓋布瑞爾·謝曼（英语：Gabriel Sherman）
- 《粗獷派建築師》布拉迪·科貝特、莫娜·費斯沃德（英语：Mona Fastvold）
- 《挑戰者》賈斯汀·庫瑞茲奇斯（英语：Justin Kuritzkes）
- 《帝國浩劫：美國內戰》亚历克斯·加兰
- 《異教詭屋》史考特·貝克、布萊恩·伍茲（英语：Scott Beck and Bryan Woods）
- 《嘻蓋骨男孩（英语：Kneecap (film)）》里奇·沛皮耶特（英语：Rich Peppiatt）
- 《跳痛之旅》傑西·艾森柏格
- 《懼裂》柯洛里·法吉特

最佳改編劇本
共有60部電影參與角逐。由編劇組成員投票決定長名單（10部）與入圍名單，最終輪由全體電影投票成員投票決定得獎者。
- 《巴布狄倫：搖滾詩人》詹姆斯·曼高德、傑·考克斯（英语：Jay Cocks）
- 《教宗選戰》彼德·史莊（英语：Peter Straughan）
- 《沙丘：第二部》丹尼斯·维勒弗、喬·斯派茨
- 《璀璨女人夢》賈克·歐迪亞
- 《李（英语：Lee (2023 film)）》艾倫·庫拉斯（英语：Ellen Kuras）
- 《五分钱男孩》拉梅爾·羅斯（英语：RaMell Ross）、喬絲琳·巴恩斯（英语：Joslyn Barnes）
- 《夜母》瑪麗艾·海勒
- 《逃離之地（英语：The Outrun (film)）》諾拉·芬沙伊德（英语：Nora Fingscheidt）、艾咪·利卓特
- 《辛辛監獄劇團》克林特·班特利（Clint Bentley）、格雷格·奎德（Greg Kwedar）、克拉倫斯·麥克林（英语：Clarence Maclin）、約翰·「神聖G」·惠菲爾（John "Divine G" Whitfield）
- 《魔法壞女巫》溫妮·霍茲曼（英语：Winnie Holzman）、達娜·福克斯（英语：Dana Fox）

最佳女主角
共有82名演員參與角逐。由演員組成員投票選出長名單，前7名自動入選長名單，長名單評審團再從第8至13名中，票投3名演員，構成共10名演員的長名單。入圍名單（6名）由演員組成員投票得出，最終輪則由全體電影投票成員投票選出得獎者。
- 《夜母》艾美·亞當斯
- 《魔法壞女巫》辛西婭·艾利沃
- 《懼裂》黛米·摩尔
- 《璀璨女人夢》卡拉·索菲亞·賈斯康
- 《李（英语：Lee (2023 film)）》凱特·溫絲蕾
- 《残酷真相（英语：Hard Truths）》瑪麗安·吉恩-巴普迪斯特（英语：Marianne Jean-Baptiste）
- 《黑色會（英语：Back to Black (film)）》瑪莉莎·阿貝拉
- 《阿诺拉》麥琪·麥迪遜
- 《小心肝儿》妮可·基嫚
- 《逃離之地（英语：The Outrun (film)）》瑟夏·羅南

最佳男主角
共有82名演員參與角逐。由演員組成員投票選出長名單，前7名自動入選長名單，長名單評審團再從第8至13名中，票投3名演員，構成共10名演員的長名單。入圍名單（6名）由演員組成員投票得出，最終輪則由全體電影投票成員投票選出得獎者。
- 《粗獷派建築師》阿德里安·布罗迪
- 《辛辛監獄劇團》柯爾曼·多明戈
- 《酷兒》丹尼爾·克雷格
- 《怒火狂猴》戴夫·帕特尔
- 《異教詭屋》休·葛蘭
- 《煽動者》裘德·洛
- 《音樂傳奇卜馬利：人生愛與夢》金斯利·本-阿迪爾
- 《教宗選戰》雷夫·范恩斯
- 《狂人法則》賽巴斯汀·斯坦
- 《巴布狄倫：搖滾詩人》提摩西·夏勒梅

最佳女配角
共有180名演員參與角逐。由演員組成員投票選出長名單，前7名自動入選長名單，長名單評審團再從第8至13名中，票投3名演員，構成共10名演員的長名單。入圍名單（6名）由演員組成員投票得出，最終輪則由全體電影投票成員投票選出得獎者。
- 《璀璨女人夢》亞卓安娜·帕茲（英语：Adriana Paz）
- 《魔法壞女巫》爱莉安娜·格兰德
- 《像这样的小事（英语：Small Things like These (film)）》艾蜜莉·華森
- 《粗獷派建築師》菲丽希缇·琼斯
- 《教宗選戰》伊莎貝拉·羅塞里尼
- 《最后的舞女（英语：The Last Showgirl）》潔美·李·寇蒂斯
- 《懼裂》瑪格麗特·庫利
- 《残酷真相（英语：Hard Truths）》蜜雪兒·奧斯汀（英语：Michele Austin）
- 《璀璨女人夢》赛琳娜·戈麦斯
- 《璀璨女人夢》佐伊·索尔达娜

最佳男配角
共有271名演員參與角逐。由演員組成員投票選出長名單，前7名自動入選長名單，長名單評審團再從第8至13名中，票投3名演員，構成共10名演員的長名單。入圍名單（6名）由演員組成員投票得出，最終輪則由全體電影投票成員投票選出得獎者。
- 《辛辛監獄劇團》克拉倫斯·麥克林（英语：Clarence Maclin）
- 《神鬼戰士II》丹泽尔·华盛顿
- 《巴布狄倫：搖滾詩人》爱德华·诺顿
- 《粗獷派建築師》蓋·皮爾斯
- 《小心肝儿》哈里斯·迪金森
- 《狂人法則》傑瑞米·史壯
- 《跳痛之旅》基倫·克金
- 《阿诺拉》馬克·艾德爾斯坦（英语：Mark Eydelshteyn）
- 《教宗選戰》史丹利·特治
- 《艾諾拉》尤里·鮑里索夫

最佳選角
共有119部電影參與角逐。由選角組成員投票選出長名單（10部），再由評審團選出5部入圍電影，最終輪由全體電影投票成員投票選出得獎者。
- 《阿诺拉》
- 《狂人法則》
- 《黑色會（英语：Back to Black (film)）》
- 《戰火尋親路（英语：Blitz (2024 film)）》
- 《粗獷派建築師》
- 《巴布狄倫：搖滾詩人》
- 《教宗選戰》
- 《璀璨女人夢》
- 《嘻蓋骨男孩（英语：Kneecap (film)）》
- 《魔法壞女巫》

最佳攝影
共有155部電影參與角逐。由攝影組成員投票決定長名單（10部）與入圍名單，最終輪由全體電影投票成員投票決定得獎者。
- 《阿诺拉》
- 《粗獷派建築師》
- 《帝國浩劫：美國內戰》
- 《巴布狄倫：搖滾詩人》
- 《教宗選戰》
- 《沙丘：第二部》
- 《璀璨女人夢》
- 《神鬼戰士II》
- 《吸血鬼：諾斯費拉圖》
- 《懼裂》

最佳服裝設計
共有114部電影參與角逐。由服裝設計與妝髮組成員投票決定長名單（10部）與入圍名單，最終輪由全體電影投票成員投票決定得獎者。
- 《陰間大法師 Beetlejuice》
- 《戰火尋親路（英语：Blitz (2024 film)）》
- 《巴布狄倫：搖滾詩人》
- 《教宗選戰》
- 《沙丘：第二部》
- 《璀璨女人夢》
- 《芙莉歐莎：瘋狂麥斯傳奇篇章》
- 《神鬼戰士II》
- 《吸血鬼：諾斯費拉圖》
- 《魔法壞女巫》

最佳剪輯
共有170部電影參與角逐。由剪輯組成員投票決定長名單（10部）與入圍名單，最終輪由全體電影投票成員投票決定得獎者。
- 《阿诺拉》
- 《挑戰者》
- 《帝國浩劫：美國內戰》
- 《巴布狄倫：搖滾詩人》
- 《教宗選戰》
- 《沙丘：第二部》
- 《璀璨女人夢》
- 《神鬼戰士II》
- 《嘻蓋骨男孩（英语：Kneecap (film)）》
- 《懼裂》

最佳妝髮
共有106部電影參與角逐。由服裝設計與妝髮組成員投票決定長名單（10部）與入圍名單，最終輪由全體電影投票成員投票決定得獎者。
- 《狂人法則》
- 《陰間大法師 Beetlejuice》
- 《戰火尋親路（英语：Blitz (2024 film)）》
- 《巴布狄倫：搖滾詩人》
- 《沙丘：第二部》
- 《璀璨女人夢》
- 《小丑：雙重瘋狂》
- 《吸血鬼：諾斯費拉圖》
- 《懼裂》
- 《魔法壞女巫》

最佳原創配樂
共有118部電影參與角逐。由音樂組成員投票決定長名單（10部）與入圍名單，最終輪由全體電影投票成員投票決定得獎者。
- 《陰間大法師 Beetlejuice》
- 《戰火尋親路（英语：Blitz (2024 film)）》
- 《粗獷派建築師》
- 《教宗選戰》
- 《璀璨女人夢》
- 《神鬼戰士II》
- 《吸血鬼：諾斯費拉圖》
- 《逃離之地（英语：The Outrun (film)）》
- 《懼裂》
- 《荒野機器人》

最佳美術設計
共有131部電影參與角逐。由美術設計組成員投票決定長名單（10部）與入圍名單，最終輪由全體電影投票成員投票決定得獎者。
- 《陰間大法師 Beetlejuice》
- 《戰火尋親路（英语：Blitz (2024 film)）》
- 《粗獷派建築師》
- 《巴布狄倫：搖滾詩人》
- 《教宗選戰》
- 《沙丘：第二部》
- 《神鬼戰士II》
- 《吸血鬼：諾斯費拉圖》
- 《懼裂》
- 《魔法壞女巫》

最佳特殊視覺效果
共有82部電影參與角逐。由特殊視覺效果組成員投票決定長名單（10部）與入圍名單，最終輪由全體電影投票成員投票決定得獎者。
- 《異形：羅穆路斯》
- 《陰間大法師 Beetlejuice》
- 《原始巨星》
- 《帝國浩劫：美國內戰》
- 《死侍與金鋼狼》
- 《沙丘：第二部》
- 《芙莉歐莎：瘋狂麥斯傳奇篇章》
- 《神鬼戰士II》
- 《猩球崛起：王國誕生》
- 《魔法壞女巫》

最佳音效
共有149部電影參與角逐。由音效組成員投票決定長名單（10部）與入圍名單，最終輪由全體電影投票成員投票決定得獎者。
- 《戰火尋親路（英语：Blitz (2024 film)）》
- 《粗獷派建築師》
- 《帝國浩劫：美國內戰》
- 《巴布狄倫：搖滾詩人》
- 《教宗選戰》
- 《沙丘：第二部》
- 《璀璨女人夢》
- 《神鬼戰士II》
- 《懼裂》
- 《魔法壞女巫》

最佳英國動畫短片
由評審團投票決定長名單（6部）與入圍名單。最終輪，全體電影投票成員受邀加入選擇性組別，由該組別投票決定得獎者。
- 《Adiós》
- 《Mee and Burd》
- 《Mog's Christmas》
- 《Plunge》
- 《Three Hares》
- 《Wander to Wonder》

最佳英國短片
由評審團投票決定長名單（10部）與入圍名單。最終輪，全體電影投票成員受邀加入選擇性組別，由該組別投票決定得獎者。
- 《The Ban》
- 《Clodagh》
- 《The Flowers Stand Silently, Witnessing》
- 《Homework》
- 《Marion》
- 《Milk》
- 《Rock, Paper, Scissors》
- 《Sister Wives》
- 《Stomach Bug》
- 《Woodlice》

## 統計
| 提名數 | 作品                   |
| ------ | ---------------------- |
| 12     | 《教宗選戰》           |
| 11     | 《璀璨女人夢》         |
| 9      | 《粗獷派建築師》       |
| 7      | 《阿诺拉》             |
| 7      | 《沙丘：第二部》       |
| 7      | 《魔法壞女巫》         |
| 6      | 《巴布狄倫：搖滾詩人》 |
| 6      | 《嘻蓋骨男孩》         |
| 5      | 《吸血鬼：諾斯費拉圖》 |
| 5      | 《懼裂》               |
| 3      | 《狂人法則》           |
| 3      | 《戰火尋親路》         |
| 3      | 《神鬼戰士II》         |
| 3      | 《监狱剧院》           |
| 3      | 《酷狗寶貝之復仇企鵝》 |
| 3      | 《荒野機器人》         |
| 2      | 《喵的奇幻漂流》       |
| 2      | 《残酷真相》           |
| 2      | 《逃離之地》           |
| 2      | 《真正的痛苦》         |

| 提名數 | 作品                   |
| ------ | ---------------------- |
| 4      | 《粗野派》             |
| 4      | 《教宗選戰》           |
| 2      | 《阿诺拉》             |
| 2      | 《沙丘：第二部》       |
| 2      | 《璀璨女人夢》         |
| 2      | 《真正的痛苦》         |
| 2      | 《酷狗寶貝之復仇企鵝》 |
| 2      | 《魔法壞女巫》         |

## 外部連結
- 官方网站